# 莫达克
莫达克（Modak），是印度拉贾斯坦邦Kota县的一个城镇。总人口6363（2001年）。

## 人口
该地2001年总人口6363人，其中男性3419人，女性2944人；0—6岁人口1141人，其中男630人，女511人；识字率68.02%，其中男性为78.39%，女性为55.98%。